# Nazionale maschile di rugby a 15 del Paraguay
La nazionale di rugby XV del Paraguay (Selección de Rugby de Paraguay) è inclusa nel terzo livello del rugby internazionale e partecipa al campionato sudamericano di rugby.